# 892 (szám)
A 891 (római számmal: DCCCXCII) egy természetes szám.

## A szám a matematikában
A tízes számrendszerbeli 892-es a kettes számrendszerben 1101111100, a nyolcas számrendszerben 1574, a tizenhatos számrendszerben 37C alakban írható fel.
A 892 páros szám, összetett szám, nontóciens szám. Kanonikus alakban a 22 · 2231 szorzattal, normálalakban a 8,92 · 102 szorzattal írható fel. Hat osztója van a természetes számok halmazán, ezek növekvő sorrendben: 1, 2, 4, 223, 446 és 892.
Érinthetetlen szám: nem áll elő pozitív egész számok valódiosztóösszeg-függvényeként.